# Гана
Гана (енгл. Ghana), званично Република Гана (енгл. Republic of Ghana), унитарна је уставна и парламентарна држава која излази на Гвинејски залив, део Атлантског океана, у западној Африци. Територијално Гана заузима 238.535 km². Граничи се са Обалом Слоноваче на западу, Буркином Фасо на северу и Тогом на истоку. На Сонинке језику реч Гана значи „краљ ратник”.
Прва држава која је на подручју Гане никла, а да је трајала дужи период, је настала у XI веку. Више држава је настајало и нестајало на овом подручју од тада, од којих је најјаче било царство Ашанти. Почевши од XV века, бројне европске силе су се бориле за права на трговину. До краја XIX века овим подручје је контролисало Уједињено Краљевство. Након једног века опирања домородачког становништва данашње границе су одређене током почетка XX века као колонија Златна Обала. Независност је стекла 6. марта 1956. године.
Гана је мултикултурна земља и са преко 31 милиона становника је друга најнмногољуднија држава Западне Африке после Нигерије. Становништво Гане припада већем броју различитих етничких, лингвистичких и религијских група. Три посто становништва одржава традиционална веровања, 71,3% се изјашњавају као хришћани, док муслимани представљају 19,9% становништва. Географске особине изразито варирају, од обалских савана до тропских шума.
Гана је демократска држава чији је председник и шеф државе и шеф владе. Растући економски и политички просперитет последњих година је од ове афричке државе направио лидера у региону западне Африке. Гана је чланица Покрета несврстаних, Афричке уније, Економске заједнице држава западне Африке, Групе 24 и Комонвелта нација.

## Име
Реч Гана значи „краљ ратник“ и то је била титула владара средњовековног царства Гане, иако се ово царство налазило северније од данашње Гане. Од имена Гана добијено име Гвинеја, којим су називане неке области у Западној Африци.

## Географија

### Положај
Гана се налази на обали Гвинејског залива само неколико степени северно од екватора и због тога има топлу климу. Гана заузима 238.535 km² и има обалу која је дугачка 560 km. Ова држава се налази између 4° 45′ и 11° северне географске ширине и 1° 15′ источне и 3° 15′ западне географске дужине. Гринички меридијан пролази кроз Гану, пролазећи кроз индустријски приобални град Тему. Гана је географски најближа центру Земље (0°, 0°), иако се он налази у Атлантском океану, приближно 614 km југоисточно од обале ове афричке државе. Гана се граничи са Обалом Слоноваче на западу, на северу се налази Буркина Фасо, а на истоку Того.

### Геологија и рељеф
Рељеф Гане углавном је раван или брежуљкаст. Узвисине се налазе само на западу и крајњем истоку земље, уз тогоанску границу (највиши врх Маунт Адјафато, 880 m). Средишња Гана покривена је густом шумом чија се површина последњих деценија смањује због сече, а северне две трећине земље и уски обални појас покрива савана. Велико акумулацијско језеро Волта са површином од 8.500 km² значајно је за привреду земље.

### Воде
Гана је држава изузетно богата водама, бројне реке теку кроз њу. Уз то има и велики број језера, што природних, што вештачких који доприносе богатству ове државе. Највеће језеро Гане је вештачко језеро Волта, које формира највећи систем притока на том подручју, њене најважније притоке би биле река Афрам и река Оти чији систем обухвата две трећине река целе државе.На југу се налази неколико мањих река које овај слив не обухвата. Најважније реке тог типа би биле река Пра, река Тано, Анкобара, Бирим и Денсу.

### Клима
Клима у Гани је тропска, због чега се издвајају два периода у години: сушни и влажни период.

## Историја
Иако је модерна Гана преузела име средњовековног трговачког царства у западној Африци, нема историјских доказа о повезаности двеју држава. Стара Гана је обухватала подручје данашње Мауританије и Малија. Пре доласка Европљана данашња Гана је била периферно подручје великих царстава која су имала средишта на јужном рубу Сахаре. Европљани су се од првих контаката крајем 15. века до средине 19. века ограничили на оснивање обалних трговачких станица у којима се трговало углавном робовима и златом (отуда потиче и колонијални назив Гане, Златна обала).
Британци су у другој половини 19. века истиснули остале колонијалне силе и заузели унутрашњост земље. Улогу трговине робљем и златом у привреди преузео је плантажно узгајање какаовца и производња какаа који су донели Гани значајне приходе. Покрет за самоуправу и независност који је ојачао након Другог светског рата довео је земљу до осамостаљења 1957. као прву независну државу „црне“ Африке, под водством Квамеа Нкруме.
Владавина Нкрумаха трајала је до 1966. када је свргнут у војном удару. Његова политика пан-афричког социјализма имала је погубне последице по привреду; земља је нагомилала велики спољни дуг, а несташице хране постале су стална појава. Од 1966. до 1981. трајало је раздобље политичке нестабилности са честим војним ударима и сменама влада. Тада власт преузима поручник ратног ваздухопловства Џери Ролингс који је успео да побољша стање у земљи и два пута, 1992. и 1996. да победи на релативно слободним председничким изборима. Ролингса је након избора 2000. заменио опозициони вођа Џон Куфуор. Немири у Обали Слоноваче на почетку 2000-их помогли су Гани због раста цене какаоа, најважнијег ганског извозног производа, иако ни Гана није била поштеђена племенских сукоба на северу земље.

## Становништво
Око 29% становништва је млађе од 15 година, док је проценат особа од 15-64 године у укупној популацији 57,8%. Стопа плодности 2010. износила је 3,28, односно 2,78 у урбаним срединама и 3,94 у руралним срединама. Стопа писмености износи 79,04%, односно 83,53% за мушкарце, и 74,47% за жене, према подацима из 2018.
Као и у многим другим афричким државама, ганско становништво је језички хетерогено, тако да је енглески, језик бивших колонизатора, задржан као службени и језик међусобне комуникације.
Најбројније језично-етничке групе према попису из 2021. су Акан (45,7%), Моши-Дагомба (18,5%), Еве (12,8%),  Га (7,1%), Гурма (6,4%), Гуан (3,2%), Груси (2,7%), Манде (2,0%), док 1,6% становништва чине остале етничке групе.
Међу религијама највише верника има хришћанство 71,3%, потом следи ислам са 19,9% и традиционална веровања са 3,2%. Атеиста је према попису из 2021. године 1,1%, док 4,5% становништва није дало одговор.
Најпознатији Ганац данашњице је Кофи Анан, генерални секретар Уједињених нација од 1997.

## Административна подела
Гана се дели на 16 региона, који се деле на 261 округ (145 обичних округа, 106 општинских и шест градских округа). Различите врсте већа постоје испод окружног нивоа, што укључује 58 градских већа, 108 зоналних већа и 626 обласних већа. Гана се дели на 275 изборних јединица. 

## Привреда
Привреда Гане темељи се на пољопривреди и рударству. Главни извозни производи су злато, какао и дрво. Извози се и електрична енергија произведена у хидроелектрани Акосомбо на реци Волти. БДП је у 2004. био око 2.300 долара по становнику, мерено по ППП-у.
Државни празник: 6. март.